# Мучник, Владимир Семёнович
Мучник Владимир Семёнович (3 октября 1913 — 5 декабря 1981) — советский горный инженер, создатель шахтной гидродобычи угля.

## Биография
Родился 3 октября 1913 года.
Поступил в Ленинградский горный институт, который закончил в 1935 году. Защитил дипломную работу на тему гидравлической добычи угля
Работал инженером на шахтах Кизеловского и Донецкого бассейнов. В 1939 году руководил пуском первой гидрошахты. С 1941 по 1944 год проходил службу в Советской Армии.
С 1944 года — заведующий лаборатории Гидродобычи Кузнецкого научно-исследовательского угольного института. Затем возглавил институт Гидроуголь
Работал в Сибирском металлургическом институте. Был заведующим кафедрой гидродобычи.
C 1971 года работал в НГУ на кафедре политической экономии
Умер 5 декабря 1981 года. Похоронен на Южном кладбище Новосибирска (квартал У).

## Сочинения
- Мучник В. С., Голланд Э. Б., Маркус М. Н. Подземная гидравлическая добыча угля.
- Экономические проблемы современного научно-технического прогресса , 1984.
- Владимир С. Мучник, Эрих Б. Голланд, Мирон Н. Маркус , 1986.